# Temespaulis
Temespaulis (szerbül Павлиш / Pavliš, németül Temesch Paulisch) település Szerbiában, a Vajdaságban, a Dél-bánsági körzetben, Versec községben.

## Fekvése
Versec nyugati szomszédságában fekvő település.

## Története
Temespaulis már a középkorban is említették az oklevelek Paulis néven, az 1717. évi kamarai jegyzékben pedig Paulisch-ként fordult elő és 17 házzal a verseczi kerülethez tartozott, majd az 1761-es térképen óhitűektől lakott helyként jelölték.
A falut 1848. július 1-jén a szerb felkelők megrohanták és felgyújtották, mert lakosai nem akartak a szerb nemzeti bizottsághoz csatlakozni.
1829-ben a borgiai birtokokért a gróf Bethleni Bethlen család kapta meg kárpótlásul, és 1838-ban is gróf Bethlen János birtoka volt.
A 19. század közepe  táján a falu negyedrésze a Foeni Mocsonyi családé, háromnegyed része pedig a gróf Bethleneké volt, majd  a század közepén a Bethlen birtok négy részre oszlott. A birtok később is a Bethlen család leszármazottaié maradt.
1910-ben 2566 lakosából 260 magyar, 27 német, 2251 szerb volt. Ebből 278 római katolikus, 2250 görögkeleti ortodox volt.
A trianoni békeszerződés előtt Temes vármegye Verseczi járásához tartozott.
A falu Keveres-dülőjében található templomrom a török hódoltság alatt elpusztult Keveres falu temploma volt.

## Népesség

### Demográfiai változások
| 1948 | 1953 | 1961 | 1971 | 1981 | 1991 | 2002 | 2011 |
| ---- | ---- | ---- | ---- | ---- | ---- | ---- | ---- |
| 2356 | 2300 | 2246 | 2188 | 2137 | 1999 | 2237 | 2195 |

## Nevezetességek
- Görögkeleti temploma - 1835-ben épült

## Jegyzetek

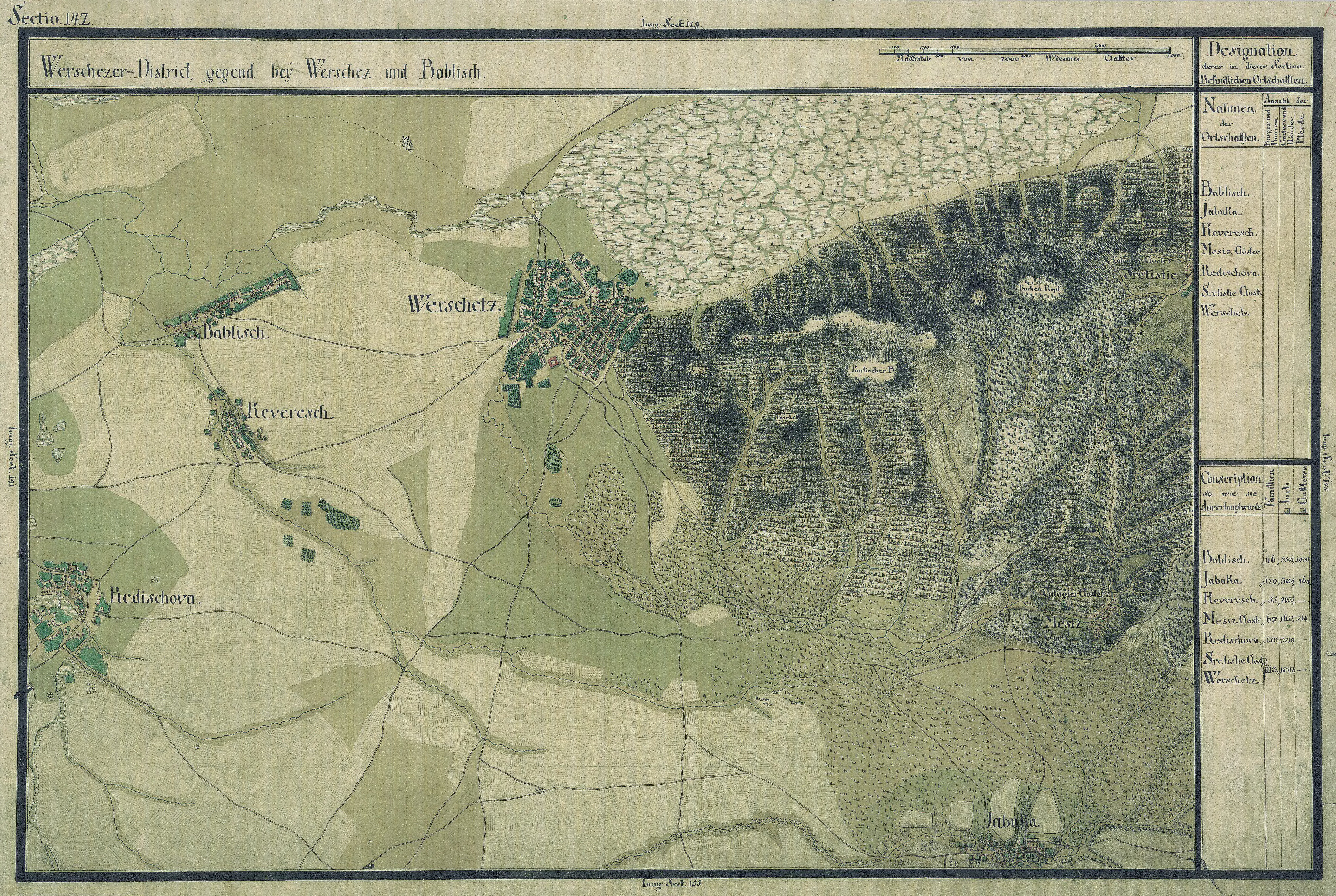
Temespaulis egy régi térképen